# Counterparts (novela)
Counterparts es una novela de suspenso y espías estadounidense de 1998 escrita por Gonzalo Lira. 

## Producción
Poco después de graduarse de Dartmouth College en octubre de 1996, a los 28 años, Lira recibió un adelanto de un millón de dólares de G. P. Putnam's Sons. Un agente literario había sacado de una «pila de barro» el manuscrito no solicitado de Counterparts y lo había enviado a los editores de Putnam.

## Recepción
Kirkus Reviews lo calificó como un «thriller de espías debut vertiginosamente sofisticado, impulsado por personajes con grandes secuencias de acción llamativas».
Publishers Weekly elogió las primeras tres cuartas partes del libro por su ritmo, trama y personajes. La publicación ofrece críticas a la última parte del libro, por el abrupto cambio de personalidad de algunos de los personajes principales.
Para Newsday, Jane Goldman escribió que era «inverosímil y desalmado... tan arrogante e inteligente como su héroe».
Ann Helmuth del Orlando Sentinel analizó el libro y encontró la trama «turbia y confusa».
Patricia Holt, en el San Francisco Examiner, lo identificó como una tendencia en las publicaciones comerciales convencionales de reemplazar lo que convencionalmente sería un personaje masculino por uno femenino. Escribió que Margaret, el personaje femenino de Counterparts, era un arquetipo de «chica dura», «algo así como un cruce entre June Cleaver y Arnold Schwarzenegger».